# Shuangquan Shuiku
Shuangquan Shuiku (kinesiska: 双泉水库) är en reservoar i Kina. Den ligger i provinsen Hunan, i den södra delen av landet, omkring 300 kilometer nordväst om provinshuvudstaden Changsha. Shuangquan Shuiku ligger 452 meter över havet. I omgivningarna runt Shuangquan Shuiku växer huvudsakligen savannskog.
Genomsnittlig årsnederbörd är 1 679 millimeter. Den regnigaste månaden är september, med i genomsnitt 288 mm nederbörd, och den torraste är december, med 16 mm nederbörd.